# ميدهباخ
مدباخ (بالألمانية: Medebach) هي بلدة ألمانية تقع في ألمانيا في Hochsauerlandkreis. يقدر عدد سكانها بـ 8,008 نسمة .

## المدن التوأمة
مدن لاينهفلده-فوربيس و Locminé هي مدن توأمة لـمدباخ.